# Магија (албум, Марко Булат)
Магија је осми студијски албум Марка Булата, који је издат током децембра 2018. године за Grand Production на у. Текстове песама су писали Дејан Прашчевић, Марко Булат, Радован Дабановић, Драгиша Баша и Рама Демир.

## Списак песама
| №   | Назив          | Трајање |  |
| 1.  | Једино         | 4:21    |  |
| 2.  | Пружимо руке   | 3:39    |  |
| 3.  | Магија         | 3:34    |  |
| 4.  | Остави ме ти   | 3:13    |  |
| 5.  | Лоша           | 3:47    |  |
| 6.  | Марија         | 3:59    |  |
| 7.  | Када пијеш сам | 3:11    |  |
| 8.  | Житна поља     | 3:10    |  |
| 9.  | Моет           | 2:55    |  |
| 10. | Бели прах      | 3:10    |  |
| 11. | Дани у кафани  | 3:09    |  |